# Tarphius besucheti
Tarphius besucheti es una especie de coleóptero de la familia Zopheridae.

## Distribución geográfica
Habita en España.